# Harry Austryn Wolfson
Harry Austryn Wolfson (Astryna en Bielorrusia, 2 de noviembre de 1887–Cambridge (Massachusetts), 20 de setiembre de 1974) fue un erudito, filósofo e historiador de la Universidad de Harvard, el primer presidente del Centro de Estudios Judaicos de los Estados Unidos.

## Obras
- Crescas' Critique of Aristotle: Problems of Aristotle's Physics in Jewish and Arabic philosophy (1929)
- The Philosophy of Spinoza: Unfolding the Latent Processes of His Reasoning, Harvard University Press (1934/1962)
- Philo: Foundations of Religious Philosophy in Judaism, Christianity and Islam, Harvard University Press (1947)
- The Philosophy of the Church Fathers: Volume I Faith Trinity, Incarnation, Harvard University Press (1956)
- The Philosophy of the Kalam, Harvard University Press (1976)
- Repercussions of the Kalam in Jewish philosophy, Harvard University Press (1979)